# Cueva de Mármol (Crimea)

La Cueva de Mármol (en ruso: Мра́морная пещера; en ucraniano: Мармурова печера) es una cueva al sur de Crimea, situada en la meseta inferior de Chatyr-Dag, un macizo montañoso. Se trata de un popular sitio y atracción turística. En 1987, el equipo de espeleología Simferópol descubrió una cueva con un sistema complejo de salas y galerías, no muy lejos de otras cuevas, Bin Bash-Koba (Miles de cabezas) y Suuk-Koba (fría). La nueva cueva, que esta a ua altitud de 920 metros (3.020 pies) sobre el nivel del mar, fue llamada Mármol (inicialmente también "afgana"), debido al hecho de que fue formada por piedra caliza de mármol. En 1988, el centro de turismo espeleología Onyx-tour estableció excursiones senderos de hormigón, la cueva esta también equipada con iluminación.

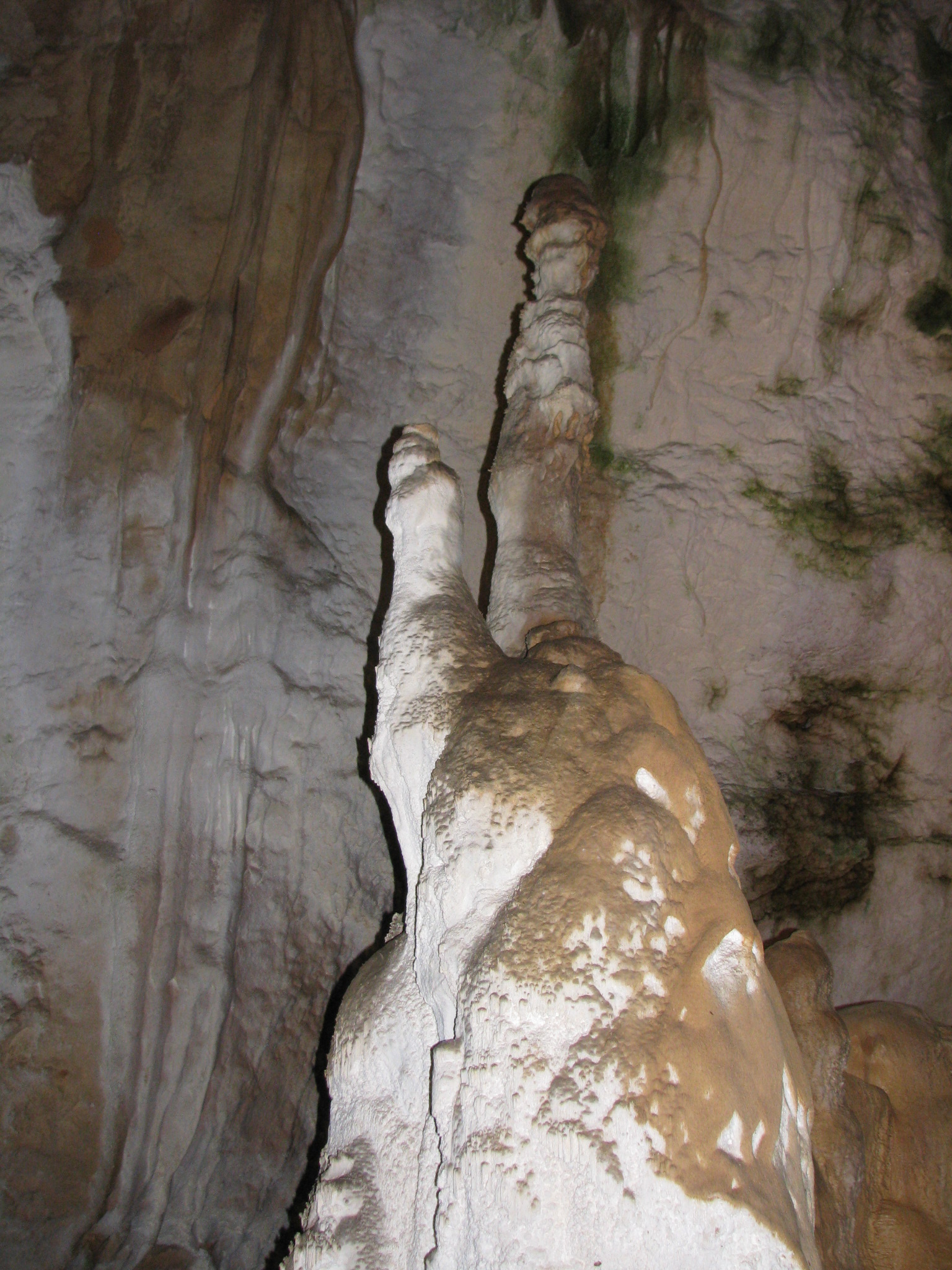
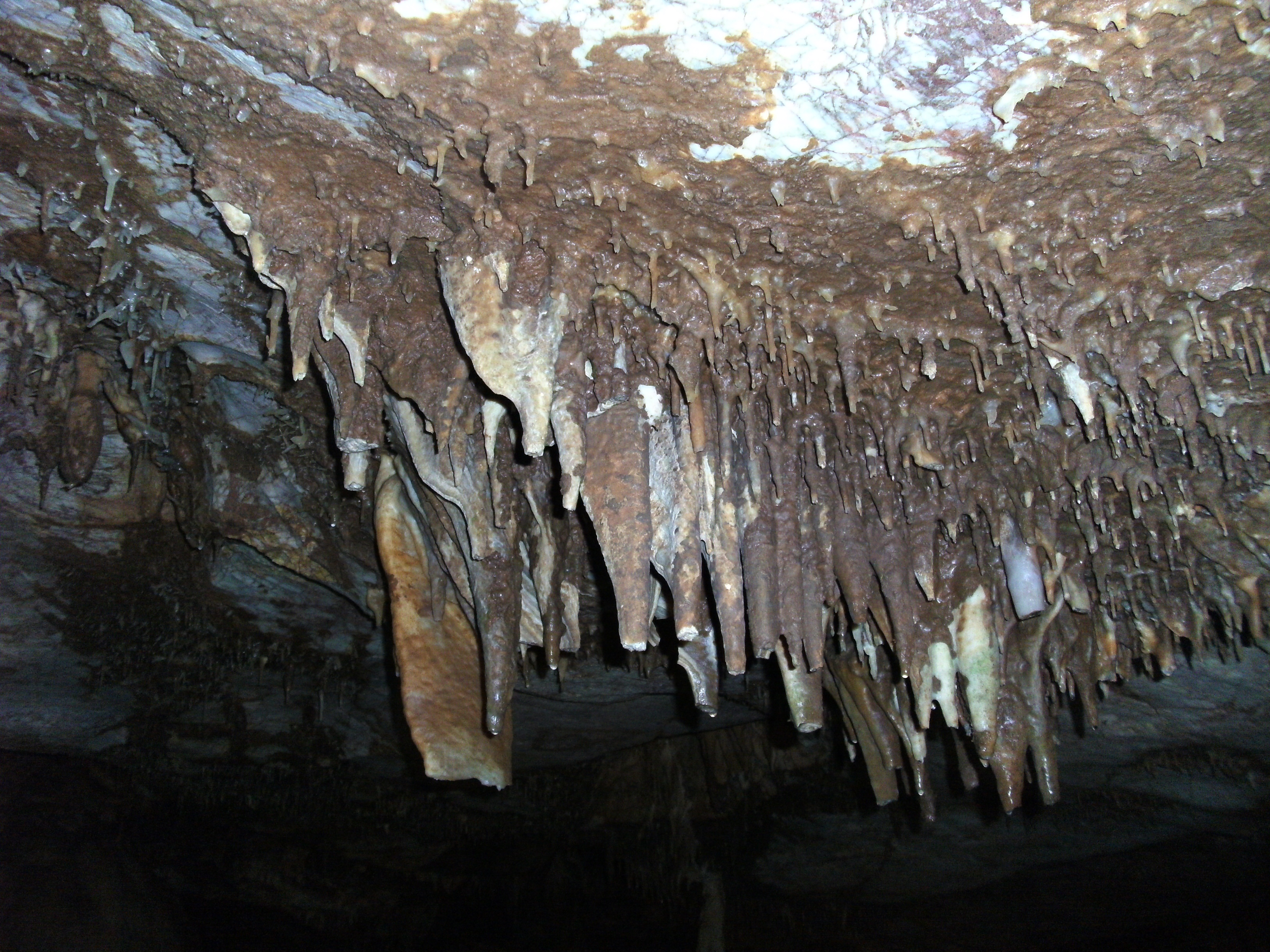
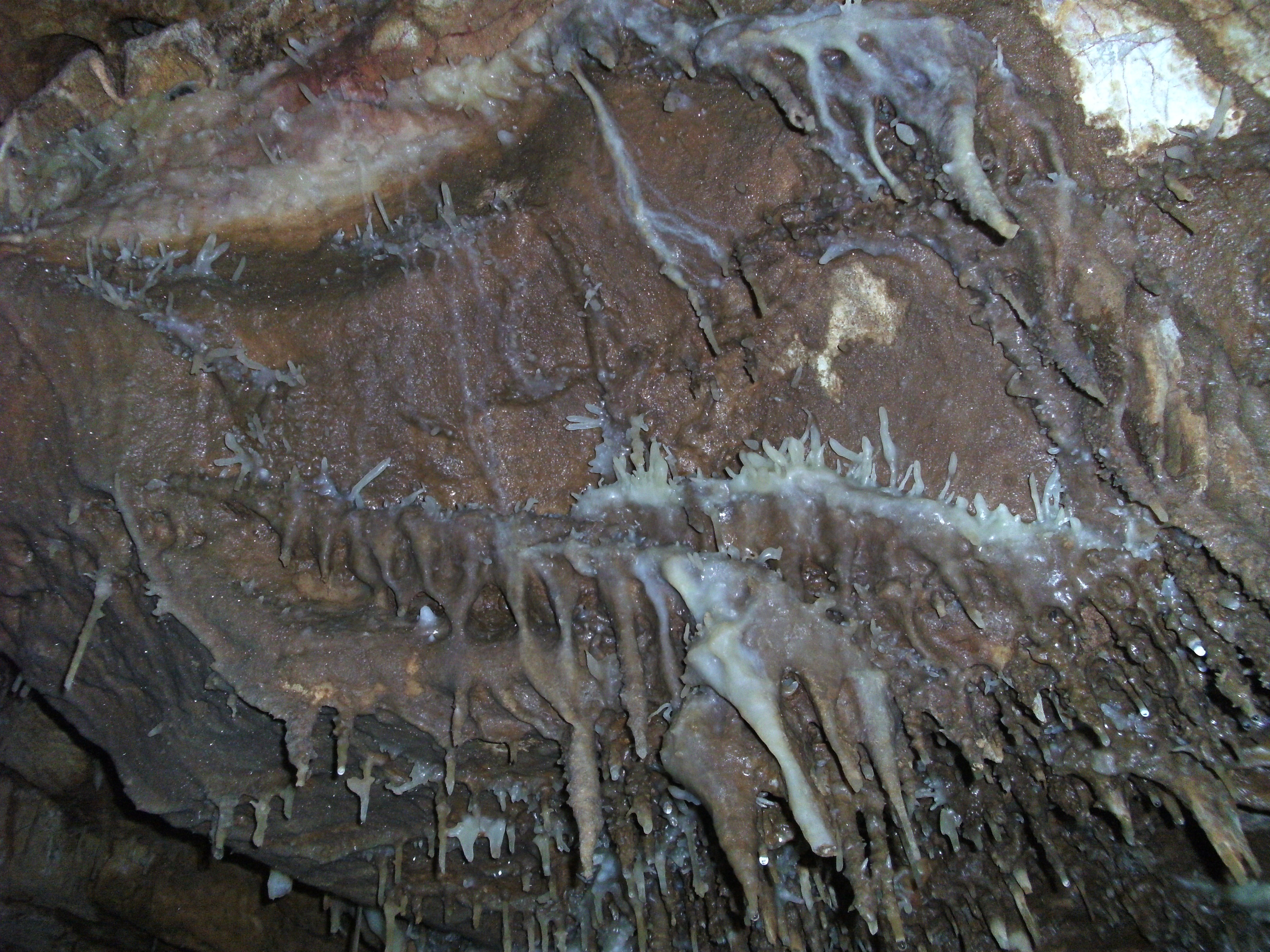